# أسباب الحرب العالمية الأولى

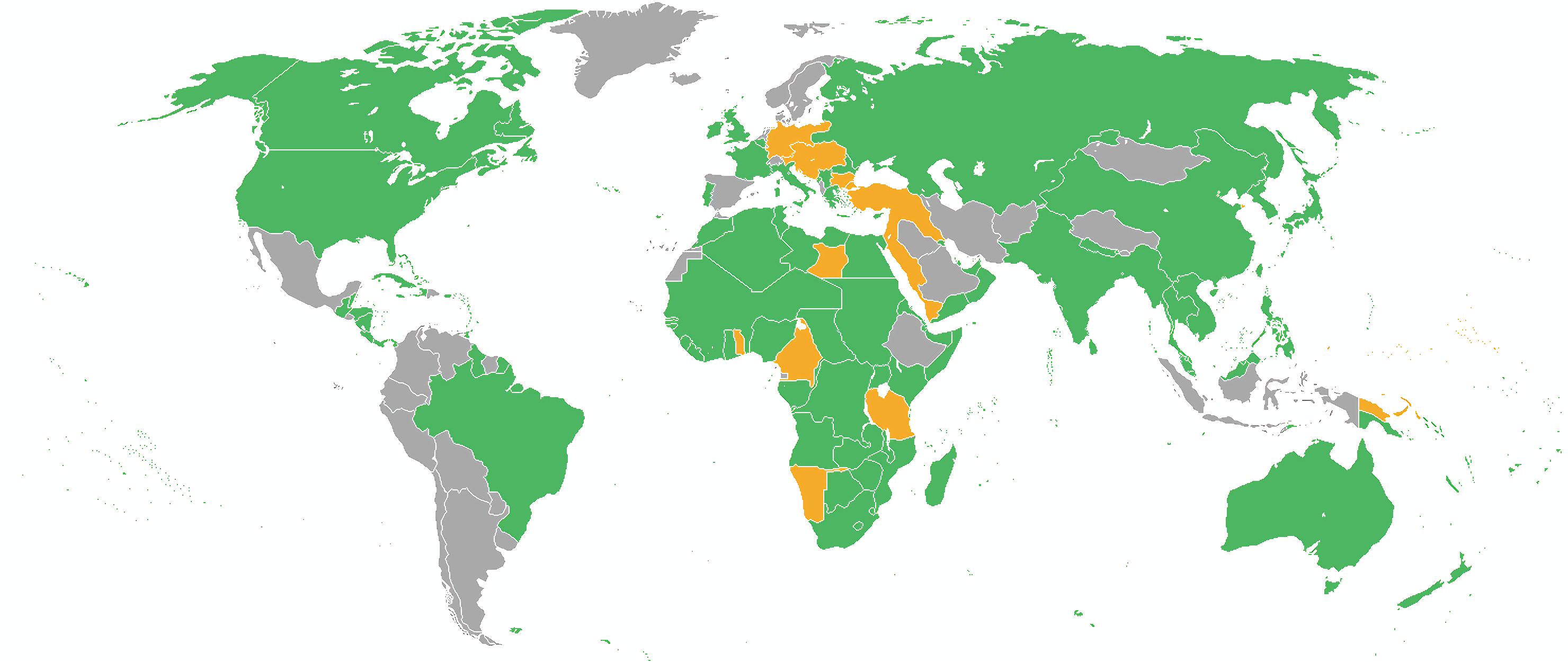
خريطة العالم مع المشاركين في الحرب العالمية الأولى في عام 1917. الحلفاء باللون الاخضر

تحديد أسباب اندلاع الحرب العالمية الأولى ما يزال موضوعًا مثيرًا للجدل. بدأت الحرب في منطقة البلقان في 28 تموز 1914، وانتهت الأعمال العدائية في 11 تشرين الثاني 1918، بعدما خلّفت نحو 17 مليون قتيل و25 مليون جريح. وبالإضافة إلى ذلك، يُنظر إلى الحرب الأهلية الروسية في جوانب عديدة على أنها امتداد للحرب العالمية الأولى، وكذلك الحال مع نزاعات أخرى اندلعت مباشرة بعد عام 1918.
يدرس الباحثون على المدى الطويل أسباب دخول كتلتين متنافستين من القوى العظمى في صراع بحلول عام 1914؛ إذ وقفت الإمبراطورية الألمانية والنمسا-المجر والدولة العثمانية في مواجهة الإمبراطورية الروسية وفرنسا والإمبراطورية البريطانية. وينظر هؤلاء إلى عوامل متعددة مثل المنافسة السياسية والإقليمية والاقتصادية، وتصاعد النزعة العسكرية، وتشابك التحالفات والاصطفافات، والإمبريالية، ونمو القومية، والفراغ السياسي الذي أحدثه تراجع الدولة العثمانية. وتشمل العوامل البنيوية الأخرى التي كثيرًا ما تُدرس: النزاعات الحدودية غير المحسومة، الانهيار الملموس لتوازن القوى في أوروبا، وتعقيد البنى الحاكمة وتجزئتها، و سباقات التسلح وما ترتب عليها من معضلات أمنية، وظهور "عبادة الهجوم"، إضافة إلى خطط التعبئة العسكرية.
أما الباحثون الذين يركّزون على المدى القصير فيبحثون في [أزمة يوليو|أحداث صيف 1914]] متسائلين عمّا إذا كان من الممكن منع اندلاع الحرب، أو ما إذا كانت الأسباب الأعمق جعلت منها أمرًا لا مفر منه. ومن أبرز الأسباب المباشرة القرارات التي اتخذها رجال الدولة والقادة العسكريون خلال أزمة تموز، التي فجّرها اغتيال الأرشيدوق فرانتس فرديناند ولي عهد النمسا على يد القومي الصربي البوسني غافريلو برينسيب، الذي حظي بدعم من منظمة قومية في صربيا. وقد تصاعدت الأزمة عندما امتد النزاع بين النمسا-المجر وصربيا ليشمل حلفاء الطرفين: روسيا وألمانيا وفرنسا، ثم بلجيكا والمملكة المتحدة. ومن العوامل التي أثرت في الأزمة الدبلوماسية التي سبقت الحرب سوء الفهم بشأن النوايا (مثل اعتقاد ألمانيا بأن بريطانيا ستبقى على الحياد)، والإيمان القدري بأن الحرب حتمية، والسرعة التي تفاقمت بها الأزمة نتيجة التأخير وسوء التواصل في المراسلات الدبلوماسية.
جاءت هذه الأزمة في أعقاب سلسلة من المواجهات الدبلوماسية بين القوى الكبرى (إيطاليا وفرنسا وألمانيا والمملكة المتحدة والنمسا-المجر وروسيا) حول قضايا أوروبية واستعمارية خلال العقود السابقة لعام 1914، وهي مواجهات زادت من حدة التوتر. ويمكن إرجاع أسباب هذه الصدامات إلى التغييرات التي طرأت على توازن القوى في أوروبا منذ عام 1867.
لا يزال التوافق على أصول الحرب بعيد المنال، إذ يختلف المؤرخون حول العوامل الأساسية ويضعون أوزانًا مختلفة لمجموعة واسعة منها. ويتضاعف هذا الخلاف مع تغيّر الحجج التاريخية بمرور الوقت، خصوصًا مع إتاحة الأرشيفات السرية، وكذلك تغيّر زوايا النظر والأيديولوجيات لدى المؤرخين. وأعمق الانقسامات بين من يرون أن ألمانيا والنمسا-المجر هما من دفعتا الأحداث إلى الحرب، ومن يركّزون على ديناميات القوة ضمن طيف أوسع من الأطراف والظروف. وهناك أيضًا خلافات ثانوية بين من يعتقدون أن ألمانيا خططت عمدًا لحرب أوروبية، ومن يرون أن الحرب لم تكن مخططة بالأساس ولكن ألمانيا والنمسا-المجر تحمّلتا المسؤولية الأكبر بسبب المجازفة، ومن يذهبون إلى أن بعض القوى الأخرى أو جميعها (روسيا، فرنسا، صربيا، المملكة المتحدة) لعبت دورًا أكثر أهمية في إشعال الحرب مما كان يُعتقد تقليديًا.

## الاستقطاب من أوروبا، 1887-1914
لفهم أصول طويلة الأجل من الحرب في عام 1914 لا بد من فهم كيفية تَشكُّل القوى إلى مجموعتين تتنافسا وتتقاسمان الأهداف المشتركة. أصبحت هاتين المجموعتين، بحلول شهر أغسطس عام 1914، هي ألمانيا والنمسا - المجر من جهة و روسيا، فرنسا، صربيا وبريطانيا العظمى من جهة أخرى. 

### إعادة انحياز ألمانيا إلى النمسا-المجر وروسيا إلى فرنسا، 1887-1892
في عام 1887 تم تأمين التوافق بين المانيا والإمبراطورية الروسية عن طريق معاهدة إعادة التأمين السرية التي تنظمها أوتو فون بسمارك. ومع ذلك، في عام 1890 أُلغيت المعاهدة لصالح التحالف المزدوج (1879) بين ألمانيا والنمسا-المجر. وردا على المضمون روسيا التحالف الفرنسي الروسي في عام 1892، والتي كان من الماضي حتى عام 1917. 

### السياسة الخارجية الانتقامية الفرنسية نحو ألمانيا

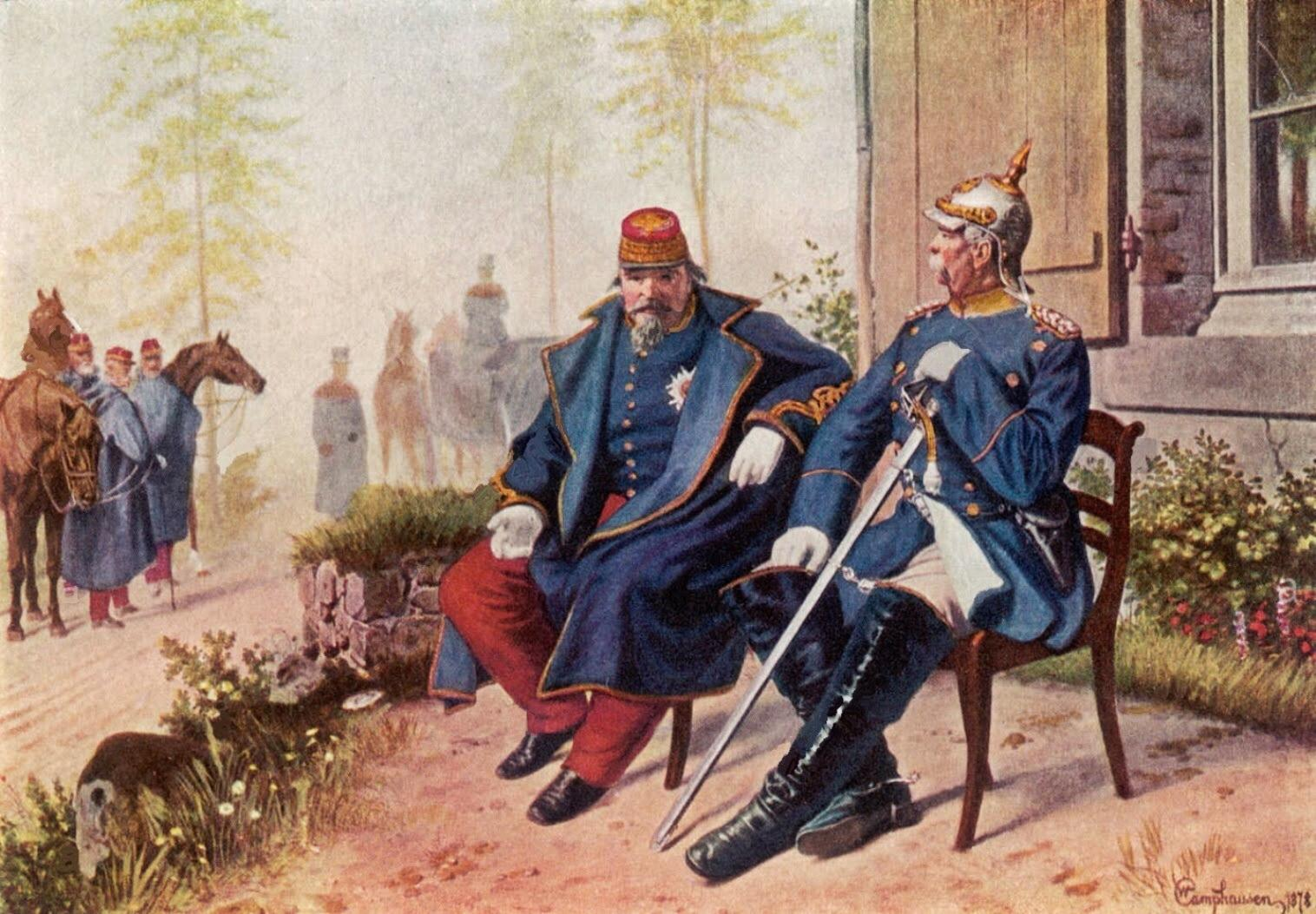
الإمبراطور الفرنسي نابليون الثالث (يسار) كأسير بسمارك (يمين) في الحرب الفرنسية البروسية

بعض من أصول بعيدة من الحرب العالمية الأولى يمكن أن ينظر في النتائج والعواقب المترتبة على الحرب الفرنسية البروسية في 1870-1871 وتوحيد ألمانيا. وكانت ألمانيا فازت بشكل حاسم، وأنشأت إمبراطورية قوية، في حين ذهبت فرنسا في حالة من الفوضى والتدهور العسكري لسنوات. إرث العداء  الذي نما بين فرنسا وألمانيا. تسبب في استياء واسع النطاق في فرنسا، مما أدى إلى الرغبة في الانتقام. وأرادت المشاعر الفرنسية للانتقام من الخسائر العسكرية والإقليمية وتشريد فرنسا كقوة عسكرية قارية هي الأبرز. فقد كانت الهزيمة الفرنسية في الحرب هي التي أثارت على عدم الاستقرار السياسي، حتى بلغت ذروتها في الثورة وتشكيل الجمهورية الثالثة الفرنسية. 
كان بسمارك حذر من الرغبة الفرنسية للانتقام. وحقق السلام من خلال عزل فرنسا وتحقيق التوازن بين طموحات النمسا-المجر وروسيا في البلقان. خلال السنوات الأخيرة من حياته وهو يحاول استرضاء الفرنسية من خلال تشجيع توسعها في الخارج. ومع ذلك، ظلت المشاعر المعادية للألماني. اكتشف الوفاق الاستعماري الفرنسي الألماني الذي صدر في عام 1884 احتجاجا على الاتفاقية الأنجلو البرتغالية في غرب أفريقيا لم يدم طويلا بعد الحكومة الموالية للإمبريالية تحت جول فيري في فرنسا انخفض في عام 1885. 
استعادت فرنسا في نهاية المطاف من هزيمتها، دفع تعويض حربها، وإعادة بناء قوتها العسكرية مرة أخرى. ولكنها كانت أصغر من ألمانيا من حيث عدد السكان، وبالتالي لا يشعرون بالأمان المقبل لجارتها الأكثر قوة. 

### التوافق البريطاني تجاه فرنسا وروسيا، 1898-1907
إن الحلف الثلاثي الذي تخلت بريطانيا عن سياسة الذي عقد بمعزل عن القوى القارية، ما يسمى ب «عزلة»، في عام 1900 بعد أن عزل أثناء حرب البوير. اختتمت بريطانيا الاتفاقيات، واقتصرت على الشؤون الاستعمارية، معها، والوفاق الودي مع فرنسا في عام 1904 والوفاق الأنجلو الروسي لعام 1907. بعض المؤرخين يرى محاذاة بريطانيا باعتبارها أساسا رد فعل على السياسة الخارجية الألمانية حزما وتراكم بحريتها من 1898 مما أدى إلى سباق التسلح البحري بين إنجلترا وألمانيا.
الآخرين، وأبرزها نيال فيرغسون، ويقول أن بريطانيا اختارت فرنسا وروسيا على ألمانيا لأن ألمانيا كانت حليفا ضعيفا للغاية لتوفير موازنة فعالة للقوى الأخرى، ويمكن أن تقدم بريطانيا مع أمن الإمبراطورية من خلال اتفاقيات التفاهم التي تحققت. وكان على لسان دبلوماسي بريطاني آرثر نيكلسون «أكثر صالحها بكثير من أن يكون لدينا وفرنسا ودية وروسيا من لألمانيا غير ودية». يقول فيرغسون أن الحكومة البريطانية رفضت مبادرات التحالف الألمانية «ليس لأن ألمانيا بدأت تشكل تهديدا لبريطانيا، ولكن، على العكس من ذلك لأنها أدركت أنها لم تشكل تهديدا». لذا كان شقيا تأثير الحلف الثلاثي، لتحسين العلاقات البريطانية مع فرنسا وحليفتها روسيا ولتخفيض أهمية لبريطانيا علاقات جيدة مع ألمانيا. كان عليه «ليس هذا العداء تجاه ألمانيا تسببت عزلتها، ولكن بدلا من أن النظام الجديد نفسه توجيه وتكثيف العداء تجاه الإمبراطورية الألمانية».
غالبا ما تقارن ما يسمى الحلف الثلاثي بين بريطانيا وفرنسا وروسيا إلى الحلف الثلاثي بين ألمانيا والنمسا والمجر وإيطاليا، ولكن المؤرخين يحذرون المقارنة. الوفاق، على النقيض من التحالف الثلاثي أو التحالف الفرنسي الروسي، لم يكن تحالف الدفاع المشترك وبريطانيا ولذا شعرت تتردد في اتخاذ قرارات السياسة الخارجية الخاصة بها في عام 1914. ومحاضرها وزارة الخارجية البريطانية الرسمية اير كرو: «إن أساسية الحقيقة بالطبع هو أن الوفاق ليس تحالفا. ولأغراض الطوارئ في نهاية المطاف أنها قد تكون وجدت لديهم أي مادة على الإطلاق. لا لوفاق ليست أكثر من حالة ذهنية، وجهة نظر السياسة العامة التي تتقاسمها حكومات البلدين، والتي قد تكون، أو أن تصبح، غامضة وذلك لتفقد كل مضمون.»
سلسلة من الحوادث الدبلوماسية بين 1905-1914 اشتدت التوترات بين القوى العظمى وعززت التحالفات القائمة، بدءا من الأزمة المغربية الأولى.

### أولا الأزمة المغربية 1905-1906: تعزيز الوفاق
كانت الأزمة المغربية الأولى (المعروفة أيضا باسم أزمة طنجة) أزمة دولية بين مارس 1905 ومايو 1906 حول وضع المغرب. تفاقمت أزمة العلاقات الألمانية مع كل من فرنسا والمملكة المتحدة، وساعدت في ضمان نجاح اتفاقية ودية جديدة أنجلو فرنسية. على حد تعبير المؤرخ كريستوفر كلارك «تم تعزيز الوفاق الأنجلو فرنسي بدلا من أضعفته التحدي الألماني لفرنسا في المغرب». 

### الأزمة البوسنية 1908: تفاقم العلاقات بين روسيا وصربيا مع النمسا والمجر
في عام 1908 أعلنت النمسا والمجر ضمها والمحافظات البوسنة والهرسك مزدوج في منطقة البلقان في أوروبا سابقا تحت سيطرة الإمبراطورية العثمانية. 
على الرغم من البوسنة والهرسك كانت لا تزال اسميا تحت سيطرة السلطان العثماني في عام 1908، والنمسا-المجر تدار المحافظات منذ مؤتمر برلين في عام 1878، عندما منحت القوى العظمى في أوروبا على الملكية المزدوجة الحق في شغل المحافظتين، مع عنوان قانونيا للبقاء مع تركيا. 
الإعلان في أكتوبر 1908 ضم النمسا-المجر البوسنة والهرسك يخل بالتوازن الهش للقوة في منطقة البلقان، وهو ما أثار حفيظة صربيا والقوميين السلافية في جميع أنحاء أوروبا. على الرغم أنها اضطرت روسيا الضعيفة أن يقدم للإهانة لها، وزارة الخارجية ما زال ينظر الإجراءات النمسا-المجر كما العدوانية والتهديد. وكان رد روسيا على تشجيع الموالية لروسيا، المشاعر المعادية للنمساوي في صربيا والمحافظات البلقان الأخرى، مما أثار المخاوف النمساوية التوسعية السلافية في المنطقة. 

### ثانيا الأزمة المغربية، 1911: وفاق يحمل مرة أخرى
أزمة أغادير (وتسمى أيضا الأزمة المغربية الثانية) وكان التوتر الدولي الذي أثاره نشر قوة كبيرة من القوات الفرنسية في المناطق الداخلية من المغرب في أبريل 1911. وكان رد فعل ألمانيا عن طريق إرسال النمر زورق حربي إلى الميناء المغربي أكادير في 1 يوليو 1911. 
فبدلا من ترويع بريطانيا إلى تحول نحو ألمانيا، وزيادة الخوف ولفت العداء بريطانيا أقرب إلى فرنسا. الدعم البريطاني لفرنسا خلال الأزمة عززت الوفاق بين البلدين (ومع روسيا أيضا)، وزيادة القطيعة بين إنجلترا وألمانيا، وتعميق الانقسامات التي ستتوج في الحرب العالمية الأولى.
إلى حد كبير لأحداث أغسطس 1914، أدت الأزمة زير الخارجية البريطاني إدوارد غراي وفرنسا لجعل اتفاق بحري سري حيث وعد البحرية الملكية لحماية الساحل الشمالي لفرنسا من الهجوم الألماني، في حين تتركز فرنسا أسطول لها في غرب البحر الأبيض المتوسط ووافقت لحماية المصالح البريطانية هناك. وكانت فرنسا وبالتالي قادرة على حماية رسائلها مع مستعمراتها في شمال أفريقيا، وبريطانيا على التركيز أكثر قوة في مياه المنزل لمعارضة أعالي البحار الأسطول الألماني. لم أبلغ مجلس الوزراء لهذه الاتفاقية حتى أغسطس 1914. 

### الحرب الإيطالية التركية: التخلي عن العثمانيين 1911-1912
والإيطالية التركية أو توركو الإيطالية الحرب، ويعرف أيضا في إيطاليا كما غيرا كانت تدور رحاها بين الإمبراطورية العثمانية ومملكة إيطاليا من 29 سبتمبر 1911، إلى 18 أكتوبر 1912. ونتيجة لهذا الصراع، واستولت إيطاليا العثمانية طرابلس فيلايت (محافظة)، والتي كانت أبرز المحافظات الفرعية (سناجق) فزان، وبرقة، وطرابلس نفسها. شكلت هذه المناطق معا ما أصبح يعرف باسم ليبيا الإيطالية. كان المغزى الرئيسي للحرب العالمية الأولى أن هذه الحرب جعلت من الواضح أن ظهرت أي قوة عظمى أن أتمنى لدعم الإمبراطورية العثمانية لفترة أطول، وهذا مهد الطريق لحروب البلقان. وقال كريستوفر كلارك: «أطلقت إيطاليا حرب غزو على محافظة الأفريقية للإمبراطورية العثمانية مما تسبب في سلسلة من الهجمات الانتهازية على الأراضي العثمانية في البلقان وقد اجتاحت نظام التوازنات الجغرافية التي مكنت الصراعات المحلية لتكون واردة بعيدا.»

### حروب البلقان، 1912-1913: نمو السلطة الصربية والروسية
كانت حروب البلقان اثنين من الصراعات التي وقعت في شبه جزيرة البلقان في جنوب شرق أوروبا في عام 1912 وهزم 1913. أربع دول البلقان الإمبراطورية العثمانية في الحرب الأولى. واحد من أربعة، بلغاريا، هزم في الحرب الثانية. الإمبراطورية العثمانية فقدت ما يقرب من كل ما لديه في أوروبا. النمسا-المجر، وإن لم يكن مقاتلا، وضعف بمثابة صربيا الموسع كثيراً دفعت لاتحاد الشعوب السلافية الجنوبية. 
ارتفعت حروب البلقان في 1912-1913 التوتر الدولي بين الإمبراطورية الروسية والإمبراطورية النمساوية المجرية. كما أدى إلى تعزيز صربيا وإضعاف الدولة العثمانية وبلغاريا، الذين قد حافظت صربيا تحت السيطرة، وبالتالي الإخلال بتوازن القوى في أوروبا لصالح روسيا. 
ووافقت روسيا في البداية لتجنب التغيرات الإقليمية، ولكن في وقت لاحق في عام 1912 بدعم الطلب صربيا لمنفذ الألباني. وقد عقد مؤتمر دولي في لندن في 1912-1913 حيث تم الاتفاق على إنشاء ألبانيا مستقلة. ولكن كل من صربيا والجبل الأسود رفضوا الامتثال. بعد نمساوي، وبعد ذلك، مظاهرة بحرية دولية في أوائل 1912 وانسحاب روسيا من دعم، المدعومة من صربيا إلى أسفل. كان الجبل الأسود غير متوافقة كما ويوم 2 مايو، المجلس النمساوي لوزراء اجتمع وقرر أن يعطي الجبل الأسود فرصة أخيرة للامتثال، وإذا كان ذلك لم يكن، ثم اللجوء إلى العمل العسكري. ومع ذلك، ورؤية الاستعدادات العسكرية النمساوية، طلبت الجبل الأسود يتأخر الإنذار والامتثال. 
الحكومة الصربية، بعد أن فشلت في الحصول على ألبانيا، طالبت الآن أن إعادة تخصيص المقاعد في غنائم أخرى من الحرب الأولى البلقان وفشلت روسيا للضغط على صربيا على التراجع. صربيا واليونان المتحالفة ضد بلغاريا، التي ردت ضربة استباقية ضد قواتهم، ابتداءً من حرب البلقان الثانية. انهار الجيش البلغاري بسرعة عندما انضمت تركيا ورومانيا الحرب. 
توتر حروب البلقان التحالف الألماني / النمساوية المجرية. موقف الحكومة الألمانية لطلبات النمساوية الدعم ضد صربيا كان في البداية كل من تقسيم وغير متناسقة. بعد مجلس الحرب الإمبراطوري الألماني في 8 كانون الأول 1912، كان من الواضح أن ألمانيا ليست مستعدة لدعم النمسا-المجر في الحرب ضد صربيا وحلفائها احتمالا. 
وبالإضافة إلى ذلك، فإن الدبلوماسية الألمانية قبل وأثناء وبعد الحرب البلقانية الثانية الموالية لليونانية والرومانية الموالية للوفي المعارضة لآراء النمسا-المجر المناصر للبلغارية. وكانت النتيجة ضررا بالغا للعلاقات النمساوية الألمانية. أشار وزير الخارجية النمساوي ليوبولد فون برتشتولد إلى السفير الألماني هاينريش فون في يوليو 1913 أن «النمسا-المجر قد تنتمي كذلك» إلى تجمع آخر «لجميع برلين جيدة كان». 
في سبتمبر 1913، وعلم أن صربيا كانت تتحرك في ألبانيا وروسيا لا تفعل شيئا لكبح جماح ذلك، في حين أن الحكومة الصربية لا تضمن احترام سلامة أراضي ألبانيا واقترحت أن تكون هناك بعض التعديلات الحدودية. في أكتوبر 1913، قرر مجلس الوزراء لإرسال صربيا تحذيرا تليها إنذارا: أن يتم إخطار ألمانيا وإيطاليا من بعض الإجراءات وطلب الدعم، والتي ترسل جواسيس لتقرير إذا كان هناك انسحاب الفعلي. وردت صربيا إلى التحذير بتحد وأوفد الإنذار يوم 17 أكتوبر، وتلقى في اليوم التالي. وطالبت من صربيا إخلاء الأراضي الألبانية في غضون ثمانية أيام. صربيا امتثل، وقدم القيصر زيارة تهنئة إلى فيينا في محاولة لإصلاح بعض الأضرار التي لحقت في وقت سابق من العام. 
وبحلول ذلك الوقت، وكانت روسيا قد تعافى معظمهم من هزيمتها في الحرب الروسية اليابانية، وطردوا حسابات ألمانيا والنمسا من الخوف من أن روسيا سوف تصبح في نهاية المطاف قوية جدا بحيث لا يمكن الطعن. كان استنتاجهم أن أي حرب مع روسيا كانت لتحدث في غضون السنوات القليلة المقبلة من أجل الحصول على أي فرصة للنجاح.

### التغييرات التحالف الفرنسي الروسي: سيناريو بداية البلقان، 1911-1913
شُكل التحالف الأصلي الفرنسي الروسي لحماية كل من فرنسا وروسيا من الهجوم الألماني. في حالة حدوث مثل هذا الهجوم يتعين على الدولتين القتال جنبا إلى جنب، مما يضع ألمانيا تحت تهديد حرب على جبهتين. ومع ذلك، كانت هناك قيود وضعت على التحالف بحيث أنه كان دفاعيا أساسا في طابعه.
خلال الفترة بين (1890-1900) أوضح الفرنسيون والروس أن حدود التحالف لم تمتد لتشمل الاستفزازات التي تسببها سياسة المغامرة الخارجية لبعضهما البعض." على سبيل المثال، حذرت روسيا فرنسا أن التحالف قد لا يعمل إذا أستفز الفرنسيون الألمان في شمال أفريقيا. وبالمثل، أصر الفرنسيون على الروس أنه ينبغي عدم استخدام التحالف لإثارة النمسا والمجر وألمانيا في منطقة البلقان، وأن فرنسا لم تعترف في البلقان بمصلحة استراتيجية حيوية لفرنسا أو روسيا. 
تغير هذا ما بين 18 و24 شهرا الأخيرة قبل اندلاع الحرب. في نهاية عام 1911 وخاصة خلال حروب البلقان في 1912-1913، تغيرت وجهة النظر الفرنسية لتقبل فرنسا أهمية البلقان بالنسبة لروسيا. وعلاوة على ذلك، ذكرت فرنسا بوضوح انه نتيجة للصراع في منطقة البلقان، إذا اندلعت الحرب بين النمسا والمجر وصربيا، فإن فرنسا ستقف إلى جانب روسيا. وهكذا تغير التحالف الفرنسي الروسي في طابعه، ونتيجة لذلك أصبح صربيا عنصرا أمنيا بارزا لروسيا وفرنسا. إن اندلاع حرب في البلقان ، بغض النظر عمن بدأ مثل هذه الحرب ، من شأنه أن يتسبب في رد التحالف من خلال النظر إلى الصراع على أنه سبب لدخول التحالف. وصف كريستوفر كلارك هذا التغيير بأنه «تطور مهم جدًا في نظام ما قبل الحرب والذي جعل أحداث عام 1914 ممكنة.» وسعى إلى تشجيع روسيا ضد النمسا. ونقل السفير الروسي رسالة بوانكاريه قائلة: «إذا شنت روسيا حربًا ، فإن فرنسا تشن أيضًا حربًا». 

## أزمة يوليو: سلسلة من الأحداث
- 28 يونيو 1914: الصربي اغتيال الأرشيدوق فرانز فرديناند من الإمبراطورية النمساوية المجرية.
- 30 يونيو: وزير الخارجية النمساوي ليوبولد برتشتولد والإمبراطور فرانز جوزيف نتفق على أن «سياسة الصبر» مع صربيا كانت في نهايته، ويجب أن تؤخذ موقف حازم.
- 5 يوليو: الدبلوماسي النمساوي الكسندر، كونت هويوس يزور برلين للتأكد من المواقف الألمانية.
- 6 يوليو: ألمانيا تقدم دعما غير مشروط إلى النمسا-المجر - ما يسمى ب «شيك على بياض».
- 20-23 يوليو: الرئيس الفرنسي ريمون بوانكاريه في زيارة دولة إلى القيصر في سانت بطرسبرج - تحث المعارضة المتعنتة إلى أي إجراء النمساوي ضد صربيا. 23 يوليو: النمسا-المجر، وبعد التحقيق السري الخاص بهم، ويرسل إنذارا إلى صربيا، التي تحتوي على مطالبهم، وأعطى فقط ثمان وأربعين ساعة للامتثال. 24 يوليو: السير إدوارد غراي، والذي يتحدث عن الحكومة البريطانية، يطلب أن ألمانيا وفرنسا وإيطاليا وبريطانيا العظمى. «الذين ليس لديهم مصالح مباشرة في صربيا، يجب أن نعمل معا من أجل السلام في وقت واحد»
- 24 يوليو: صربيا تسعى بدعم من روسيا وروسيا تنصح صربيا بعدم قبول الإنذار. ألمانيا تعلن رسميا تأييده لموقف النمسا.
- 24 يوليو المجلس الروسي الوزراء يوافق على تعبئة جزئية سرية من الجيش الروسي والبحرية.
- 25 يوليو: القيصر يوافق على قرار مجلس الوزراء وروسيا تبدأ تعبئة جزئية من 1.1 مليون الرجال ضد الإمبراطورية النمساوية المجرية.[11]
- 25 يوليو: صربيا يستجيب لمسعى النمساوية المجرية مع أقل من القبول التام ويطلب أن محكمة لاهاي التحكيم. النمسا-المجر فواصل العلاقات الدبلوماسية مع صربيا. صربيا تحشد جيشها.
- 26 يوليو: الاحتياط الصربية تنتهك بطريق الخطأ الحدود النمساوية المجرية في -كوبين.
- 26 يوليو: يتم تنظيم اجتماع عقده بين سفراء بريطانيا وألمانيا وإيطاليا وفرنسا لمناقشة الأزمة. ألمانيا ترفض الدعوة.
- 28 يوليو: الإمبراطورية النمساوية المجرية، بعد أن فشلت لقبول استجابة صربيا لل25، تعلن الحرب على صربيا. تعبئة النمساوية المجرية ضد صربيا تبدأ.
- 29 يوليو: الطعون السير إدوارد غراي إلى ألمانيا للتدخل للحفاظ على السلام. 29 يوليو: السفير البريطاني في برلين، السير إدوارد، وأبلغ من قبل المستشارة الألمانية أن ألمانيا تفكر في حرب مع فرنسا، وعلاوة على ذلك، تود أن ترسل جيشها عبر بلجيكا. انه يحاول تأمين حياد بريطانيا في مثل هذا العمل.
- 29 يوليو: في الصباح التعبئة العامة الروسية ضد ألمانيا والنمسا وأمر. في المساء يختار القيصر لتعبئة جزئية بعد سلسلة من البرقيات مع القيصر فيلهلم.

### اغتيال الأرشيدوق فرانز فرديناند منالصرب، 28 يونيو 1914
يوم 28 يونيو عام 1914، الأرشيدوق فرانز فرديناند من النمسا، وريث مفترض العرش النمساوي المجري، وزوجته صوفي دوقة هوهنبيرغ، قتلوا رميا بالرصاص في سراييفو جافريلو برينسيب، واحدة من مجموعة من ستة قتلة (خمسة الصرب وواحد من مسلمي البوسنة) التي تنسقها دانيلو إيليتش، لصرب البوسنة وعضو في جمعية سرية اليد السوداء. 
اغتيال مهم لأنه كان ينظر إليها من قبل النمسا والمجر حيث كان يشكل تحديا وجوديا لها وقدمت رأيها مبرر للحرب مع صربيا. وعلاوة على ذلك، فإن الدوق، الذي كان صوتا حاسما للسلام في السنوات السابقة، قد أزيلت الآن من المناقشات. أثار اغتيال الأزمة يوليو، والتي تحولت إلى نزاع محلي إلى الأوروبي، ومن ثم في جميع أنحاء العالم، والحرب. 

### النمسا حواف نحو الحرب مع صربيا
اغتيال الأرشيدوق فرانز فرديناند، ولي العهد إلى العرش النمساوي، أرسل صدمة عميقة من خلال النخب النمساوية، ولقد وصفت جريمة القتل بأنها «تأثير 11/09، حادث إرهابي المكلفة معنى التاريخي، وتحويل الكيمياء السياسي في فيينا».
على الرغم من أنها لم تكون وثيقة شخصيا، كان الإمبراطور فرانز جوزيف بصدمة كبيرة وغضب. اتضح بسرعة أن ثلاثة من قياديي فرقة الاغتيالات قضى فترات طويلة من الزمن في بلغراد، قد عبروا مؤخرا الحدود من صربيا، وكانوا يحملون أسلحة وقنابل من صنع الصربي. رعيت أنها سرا اليد السوداء، التي شملت تحرير جميع السلاف البوسنة من الحكم النمساوي الأهداف، والعقل المدبر من قبل رئيس الاستخبارات العسكرية الصربية، أبيس.
بعد يومين من اغتيال، اتفق وزير الخارجية برتشتولد والإمبراطور أن «سياسة الصبر» مع صربيا كانت في نهايتها. يخشى النمسا أنها إذا عرض ضعف، جيرانهم في الجنوب والشرق ستتجرأ، في حين أن الحرب مع صربيا من شأنه أن يضع حدا للمشاكل والملكية المزدوجة شهدت مع صربيا. وذكر رئيس كونراد أركان صربيا: «إذا كان لديك الأفعى السامة في كعب الخاص بك، فإنك قضاء رأسا على عقب، وكنت لا تنتظر لدغة». 
كان هناك أيضا شعور بأن الآثار الأخلاقية لعمل عسكري من شأنه أن يبعث حياة جديدة في الهياكل استنفدت النظام الملكي هابسبورغ، استعادتها إلى القوة والمروءة من ماض متخيل، وأن صربيا يجب التعامل معها قبل ان تصبح قوية جدا ل هزيمة عسكريا. وتضمنت أصوات الرئيسية للسلام في السنوات السابقة فرانز فرديناند نفسه. إبعاده توفير ليس فقط سببا للحرب ولكن إزالة واحدة من الحمائم أبرز من السياسات. 
منذ توليه على صربيا تشارك خطر الحرب مع روسيا، سعت فيينا وجهات نظر برلين. قدم الالمان دعمهم غير المشروط للحرب مع صربيا، ما يسمى ب «شيك على بياض». تنشطه الدعم الألماني بدأ النمساويين وضع إنذارا، وإعطاء الصرب ثمان وأربعين ساعة للرد على عشرة مطالب. وتأمل النمساويين أن سيتم رفض المهلة من أجل توفير ذريعة للحرب مع أحد الجيران أنها تعتبر مضطربة مستحيل. 
وقد أكد صامويل وليامسون دور النمسا-المجر في بدء الحرب. القومية الصربية مقتنعة وطموحات البلقان الروسية والتفكك الإمبراطورية، النمسا-المجر تأمل في حرب محدودة ضد صربيا وأن الدعم الألماني قوي من شأنه أن يجبر روسيا على الابتعاد عن الحرب وإضعاف مكانتها البلقان. 
في هذه المرحلة من الأزمة وإمكانية دعم روسيا مصممة لصربيا، والمخاطر المصاحبة لها، لم يكن وزنه بشكل صحيح حتى. بقي النمساويين تركز اهتمامها على صربيا لكنها لم تحدد على أهداف محددة من غير حرب. 
ومع ذلك، بعد أن قررت على الحرب مع الدعم الألماني، والنمسا بطيئة في التحرك علنا، ولكنه لم يقدم المهلة حتى 23 يوليو، بعد نحو ثلاثة أسابيع من عمليات الاغتيال في 28 يونيو حزيران. وهكذا فقدت النمسا تعاطف يصاحب رد الفعل على عمليات القتل سراييفو، وقدم المزيد من انطباع للقوى الوفاق أن النمسا كانت مجرد استخدام عمليات الاغتيال ذريعة للعدوان. 

### «شيك على بياض» - ألمانيا تدعم النمسا والمجر
يوم 6 يوليو قدمت ألمانيا دعمها غير المشروط لحليفتها النمسا-المجر في مشاجرة مع صربيا - ما يسمى ب «شيك على بياض» وردا على طلب للحصول على الدعم، وقيل فيينا وكان موقف القيصر أنه إذا النمسا-المجر «ادركت ضرورة اتخاذ تدابير عسكرية ضد صربيا انه نأسف لدينا ميزة لا تأخذ من الوقت الحاضر والتي هي مواتية جدا بالنسبة لنا.. ونحن قد في هذه الحالة، كما في غيرها، الاعتماد على الدعم الألماني» 
كان التفكير كما كان النمسا-المجر حليف ألمانيا الوحيد، إذا لم تتم استعادة هيبتها ثم وضعها في البلقان قد تتضرر بشكل لا يمكن إصلاحه، وتشجيع المزيد من الثورات التي كتبها صربيا ورومانيا. ومن شأن حرب سريعة ضد صربيا لن تقضي لها فقط، ولكن من المحتمل أيضا أن تؤدي إلى مزيد من المكاسب الدبلوماسية حيال بلغاريا ورومانيا. ومن شأن هزيمة الصربية أيضا أن تكون هزيمة لروسيا وخفض نفوذها في البلقان.
وكانت فوائد واضحة ولكن كانت هناك مخاطر، وهي أن روسيا سوف تتدخل وهذا من شأنه أن يؤدي إلى حرب القارية. ومع ذلك، وهذا كان يعتقد أكثر من غير المرجح منذ الروس لم تنته بعد برنامج إعادة تسليح بتمويل فرنسي من المقرر الانتهاء منه في عام 1917. وعلاوة على ذلك، فإنها لا نعتقد أن روسيا، باعتبارها ملكية مطلقة، من شأنه أن يدعم رجسد]، وعلى نطاق أوسع «لل كان المزاج في جميع أنحاء أوروبا وهكذا مكافحة الصربية التي من شأنها أن حتى روسيا لن تتدخل». زنه العوامل الشخصية أيضا بشكل كبير وكان القيصر الألماني على مقربة من فرانز فرديناند قتل وتأثر وفاته، إلى حد أن المحامين الألمانية من ضبط النفس حيال تغيرت صربيا في عام 1913 إلى موقفا عدائيا. 
من ناحية أخرى، يعتقد الجيش أنه إذا فعلت روسيا تدخل الحرب ثم سانت بطرسبرغ المطلوب بشكل واضح والآن سيكون أفضل وقت للقتال، عندما كان لألمانيا حليفا مضمونا في النمسا-المجر، وكانت روسيا غير مستعدة وكانت أوروبا متعاطف لهم. وعلى العموم، في هذه المرحلة من الأزمة، متوقعا الألمان أن دعمهم يعني الحرب ستكون شأنا محلية بين النمسا والمجر وصربيا. وهذا من شأنه أن يكون صحيحا خاصة إذا انتقل النمسا بسرعة « في حين كانت القوى الأوروبية الأخرى لا تزال بالاشمئزاز خلال الاغتيالات وبالتالي من المرجح أن تكون متعاطفة مع أي إجراء اتخذ النمسا-المجر». 

### فرنسا تدعم روسيا
وصل الرئيس الفرنسي ريمون بوانكاريه في سانت بطرسبرج في زيارة دولة يوم 20 يوليو وغادرت في 23 يوليو تموز. ويرجع ذلك إلى كسر رموز النمساوية، وكانت روسيا وفرنسا تدرك مهلة النمساوي وشيك وكانت اجتماعاتهم بالقلق مركزيا مع الأزمة التي تتكشف في وسط أوروبا. 
وافق الفرنسيون والروس تمديد تحالفهما لدعم صربيا ضد النمسا، مؤكدا أن السياسة التي أنشئت بالفعل وراء سيناريو بداية البلقان. كما يلاحظ كريستوفر كلارك «بوانكاريه قد حان لأبشر من الحزم وكانت كلماته آذانا جاهزة. الحزم في هذا السياق يعني المعارضة المتعنتة إلى أي إجراء النمساوي ضد صربيا. في أي نقطة تفعل تشير بعض المصادر أن بوانكاريه أو له الروسي وقدم المحاورون أي تفكير على الإطلاق لماذا يقيس الممكن شرعيا بعنوان النمسا المجر أن تأخذ في أعقاب الاغتيالات». 

### روسيا تحشد - الأزمة تتصاعد
في 24-25 يوليو اجتمع المجلس الروسي للوزراء، واستجابة للأزمة وعلى الرغم من أنها ليست لديه تحالف مع صربيا، وافقت على تعبئة جزئية سرية لأكثر من مليون رجل من الجيش الروسي وبحر البلطيق والأسود أساطيل البحر. ومن الجدير مؤكدا، لأن هذا هو سبب بعض الارتباك في الروايات العامة للحرب، أن هذا حدث قبل الرفض الصربي الإنذار، وإعلان النمساوي الحرب يوم 28 يوليو أو أي تدابير العسكرية التي اتخذتها ألمانيا. كما تحرك دبلوماسي كان هذا قيمة محدودة منذ الروس لم يجعل هذا الجمهور تعبئة حتى 28 يوليو تموز. 
والحجج التي كانت تستخدم لدعم هذا القرار في مجلس الوزراء:
- كان يستخدم الأزمة كذريعة من قبل الألمان لزيادة قوتهم
- أن قبول الإنذار يعني أن صربيا ستصبح محمية من النمسا
- وكانت روسيا قد تراجعت في الماضي - على سبيل المثال في قضية ليمان فون ساندرز والأزمة البوسنية - وهذا شجع الألمان بدلا من استرضاء لهم
- الأسلحة الروسية استعادت عافيتها بما يكفي لأن الكوارث من 1904-1906

وبالإضافة إلى ذلك وزير الخارجية الروسي سيرغي سازانوف يعتقد أن الحرب كانت حتمية ورفضت الاعتراف بأن النمسا-المجر لديها الحق في مواجهة التدابير في مواجهة المطامع الصربية. على العكس من ذلك، قد سازانوف الانحياز نفسه مع الثورات، متوقعا انهيار الإمبراطورية النمساوية المجرية. الأهم من ذلك أن فرنسا قد قدمت دعما واضحا من أجل حلفائهم الروسي للاستجابة قوية في زيارة رسمية الأخيرة من قبل أيام فقط. أيضا في الخلفية كان القلق الروسي من مستقبل المضايق التركية - «حيث السيطرة الروسية في البلقان من شأنه أن يضع سان بطرسبرج في وضع أفضل بكثير لمنع التدخلات غير المرغوب فيها على مضيق البوسفور» 
وكان الهدف من السياسة أن تكون التعبئة ضد النمسا-المجر فقط. ولكن نظرا لعدم الكفاءة الروسية، أدرك الروس بنسبة 29 يوليو تموز ان تعبئة جزئية لم يكن عسكريا الممكنة، وكما يمكن أن تتداخل مع التعبئة العامة، يمكن تعبئة كامل فقط منع العملية برمتها يجري فاشلة. وبالتالي فإن الروس انتقل إلى التعبئة الكاملة في 30 يوليو تموز. 
وقال كريستوفر كلارك «سيكون من الصعب المبالغة في أهمية التاريخية للاجتماعات 24 و25 يوليو» وأضاف «من خلال هذه الخطوات، [وزير الخارجية الروسي] سازانوف وزملاؤه تصاعد الأزمة وزيادة كبيرة في احتمال وجود الأوروبي عامة الحرب لسبب واحد، غيرت الروسية قبل تعبئة الكيمياء السياسي في صربيا، مما يجعلها غير وارد أن الحكومة بلغراد، التي أعطت أصلا تنظر جديا في قبول الإنذار، سوف تتراجع في مواجهة الضغوط النمساوي، وزاد من الداخل الضغط على الإدارة الروسية.. وبدا ناقوس الخطر في النمسا-المجر، والأهم من ذلك كله، أثارت هذه التدابير بشكل كبير من ضغط على ألمانيا، التي كانت قد امتنعت حتى الآن عن الاستعدادات العسكرية، وكان لا يزال يعول على توطين الصراع الصربي». 
صربيا ترفض انذار، النمسا تعلن الحرب على صربيا
في 23 تموز، النمسا-المجر، وبعد التحقيق الخاصة بهم في الاغتيالات، ويرسل إنذارا إلى صربيا، التي تحتوي على مطالبهم، وإعطاء ثمان وأربعين ساعة للامتثال.
تعتبر صربيا في البداية قبول كل شروط الإنذار قبل الأخبار من روسيا تدابير تعبئة قبل اشتدت عزيمتهم.
صاغت الصرب الرد على انذار في مثل هذه الطريقة لإعطاء الانطباع من تقديم تنازلات كبيرة، ولكن كما يقول كريستوفر كلارك «في الواقع، ثم، وكان هذا الرفض معطر للغاية على أكبر عدد من النقاط». وردا على رفض الإنذار، اندلعت النمسا قطعت علاقاتها الدبلوماسية يوم 25 يوليو، وأعلنت الحرب في 28 يوليو تموز.
روسيا - وأمر بالتعبئة العامة
في 29 يوليو، عام 1914،

أمر القيصر تعبئة كاملة، ثم غير رأيه بعد أن تلقى برقية من القيصر فيلهلم. وأمر بالتعبئة الجزئية بدلا من ذلك. في اليوم التالي، وزير الخارجية القيصر، سيرغي سازانوف مرة أخرى أقنعت نيكولاس الحاجة إلى التعبئة العامة، وأصدرت أجل ذلك اليوم، 30 يوليو
يقول كريستوفر كلارك: «وكانت التعبئة العامة الروسية واحدة من أهم القرارات التاريخية للأزمة يوليو وكان هذا أول لتحركات العامة وجاء ذلك في لحظة عندما اضطرت الحكومة الألمانية لم حتى أعلن دولة وشيكة الحرب.»
لماذا روسيا القيام بذلك؟
ردا على إعلان النمساوي الحرب في 28 يوليو تموز.
كانت تعبئة جزئية أمر سابقا تتعارض مع التعبئة العامة في المستقبل
إدانة سازانوف أن التعنت النمساوي السياسة في ألمانيا، وبالتالي نظرا إلى أن ألمانيا كان يقود النمسا، لم يعد هناك أي نقطة في تعبئة ضد النمسا فقط
أكدت فرنسا مجددا دعمها لروسيا، وكان هناك سبب كبير للاعتقاد بأن بريطانيا ستدعم أيضا روسيا
تعبئة الألمانية والحرب مع روسيا وفرنسا
يوم 28 يوليو،

وعلم ألمانيا من خلال شبكة التجسس التي نفذت روسيا تعبئة جزئية و«الفترة التحضيرية إلى الحرب». يفترض الألمان أن روسيا لديها، بعد كل شيء، تقرر الحرب والتي وضعت حشد لها ألمانيا في خطر.
وكانت هذه مضاعفا بذلك لخطط الحرب الألمانية، ما يسمى خطة شليفن، استندت إلى ألمانيا لسرعة جمع ما يكفي لهزيمة فرنسا لأول مرة (من خلال مهاجمة حد كبير من خلال بلجيكا المحايدة) قبل أن يتحول إلى هزيمة الروس أبطأ الحركة.
وصدرت عقيمة من سرعة الاستعدادات الروسية، التي هددت لإجبار الألمان أن تأخذ نتائج عكسية - الجهود الألمانية في الوساطة - الذي أشار إلى أن النمسا "يجب وقف في بلغراد" واستخدام احتلال العاصمة الصربية لضمان تلبية شروطها تدابير قبل وساطة يمكن أن تبدأ حتى تصبح نافذة المفعول " وهكذا، في استجابة لتعبئة الروسية، أمر ألمانيا في حالة خطر وشيك من الحرب (SIDW) يوم 31 يوليو، وعندما رفضت الحكومة الروسية إلى إلغاء أجل حشد لها، تعبئة ألمانيا وأعلن الحرب على روسيا في 1 أغسطس. وبالنظر إلى التحالف الفرنسي الروسي، كانت مضادة من فرنسا، بشكل صحيح، يفترض أن يكون لا مفر منه، وبالتالي أعلنت ألمانيا الحرب على فرنسا في 3 أغسطس 1914.
تعلن بريطانيا الحرب على ألمانيا، 4 أغسطس 1914

بعد الغزو الألماني لبلجيكا المحايدة، أصدرت بريطانيا إنذارا إلى ألمانيا في 2 آب أنها يجب أن تنسحب أو مواجهة الحرب.
إلا أن الألمان لم تلتزم وأعلنت بريطانيا الحرب على ألمانيا في 4 أغسطس 1914.
وكانت أسباب بريطانيا لإعلان الحرب المعقدة.
كان السبب الظاهري بالنظر إلى أن بريطانيا كان مطلوبا للحفاظ على حياد بلجيكا بموجب معاهدة 1839 من لندن. كان الغزو الألماني لبلجيكا، وبالتالي فإن سببا للحرب، والأهم، الشرعية والمجلفن الدعم الشعبي للحرب.
واعتبرت المخاطر الاستراتيجية التي تمثلها السيطرة الألمانية من الساحل البلجيكي والفرنسي في نهاية المطاف غير مقبول. ويلقي ضمانات الألمانية السلوك بعد الحرب موضع شك من قبل معاملتها بليس الحياد البلجيكي.
ومع ذلك، فإن معاهدة لندن عام 1839 لم تلتزم بريطانيا على بلدها لحماية حياد بلجيكا. وعلاوة على ذلك، أظهرت التخطيط للحرب البحرية أن بريطانيا نفسها قد انتهك حياد بلجيكا التي فرضت حصارا على الموانئ لها (لمنع السلع المستوردة عابرة إلى ألمانيا) في حالة نشوب حرب مع ألمانيا.
بدلا علاقة بريطانيا مع شركائها الوفاق، كل من فرنسا وروسيا، عاملان مهمان على حد سواء. قال إدوارد غراي أن الاتفاقات البحرية سرية مع فرنسا (على الرغم من أنها لم توافق من قبل مجلس الوزراء) خلق التزام أخلاقي حيال بريطانيا وفرنسا.
ما هو أكثر من ذلك، في حال أن بريطانيا تخلت عن أصدقاء الوفاق لها، وكان يخشى أنه إذا فازت ألمانيا الحرب، أو فاز الوفاق دون الدعم البريطاني، ثم، وفي كلتا الحالتين، بريطانيا ستترك دون أي أصدقاء.
هذا من شأنه أن يترك كل من بريطانيا وإمبراطورتيها عرضة للهجوم.
وقال البريطاني اليوسفي وزارة الخارجية اير كرو:
"يجب أن تأتي الحرب، وإنكلترا الوقوف جانبا، لا بد من أمرين يحدث

## العوامل السياسية المحلية

### السياسة الداخلية الألمانية
الأحزاب اليسارية وخاصة الحزب الديمقراطي الاجتماعي في ألمانيا، حققت مكاسب كبيرة في الانتخابات الألمانية 1912. ما زالت تسيطر الحكومة الألمانية في ذلك الوقت من قبل يونكرز البروسي الذي يخشى صعود هذه الأحزاب اليسارية. قال فريتز فيشر الشهيرة التي سعوا عمدا إلى حرب خارجية لصرف السكان وكسب التأييد وطني للحكومة. في الواقع، وقال القائد العسكري الألماني واحد أن الحرب كانت «مرغوب فيه من أجل الهروب من صعوبات في الداخل والخارج» والزعيم المحافظ البروسي القول حتى أن «الحرب من شأنه أن يعزز النظام الأبوي». وكانت روسيا في خضم نطاق واسع الحشد العسكري والإصلاح أنها تهدف إلى إكمال في 1916-1917.
ويرى المؤلفان الأخرى التي المحافظون الألمان كانت متناقضة حول حرب من المقلق ان خسارة الحرب ستكون له عواقب وخيمة، وحتى الحرب الناجحة قد ينفر السكان لو كانت طويلة أو صعبة. 

### السياسة الداخلية الفرنسية
كان الوضع في فرنسا مختلفا تماما عن ذلك الذي في ألمانيا؛ في فرنسا، ظهرت حرب أن تكون مقامرة. بعد أربعين عامًا من فقدان الألزاس واللورين عدد كبير من الفرنسيين ما زالوا أغضب بها، فضلا عن الإذلال من إجبارهم على دفع تعويض كبير لألمانيا. التصرف الدبلوماسي من فرنسا مدبرة من قبل ألمانيا قبل الحرب العالمية الأولى تسببت في المزيد من الاستياء في فرنسا. ومع ذلك، اعترف قادة فرنسا ميزة عسكرية في ألمانيا، كما كانت ألمانيا ما يقرب من ضعف عدد السكان والجيش مجهز بشكل أفضل. وفي الوقت نفسه، حلقات الأزمة طنجة في عام 1905 وأزمة أغادير في عام 1911 أعطت فرنسا مؤشرا على أن الحرب مع ألمانيا يمكن أن تأتي إذا واصلت ألمانيا لمعارضة التوسع الاستعماري الفرنسي. 
وكانت فرنسا الاستقطاب السياسي. الاشتراكيين اليساريين جان جوريس أدى دفعت من أجل السلام ضد القوميين على اليمين مثل بول Déroulède الذي دعا للانتقام ضد ألمانيا. وكانت فرنسا في عام 1914 لم يكن مزدهرا جدا ومؤثر في أوروبا منذ عام 1870، ولا جيشها قوي جدا وثقة في قادتها، الذين شجعهم نجاح في شمال أفريقيا والتهدئة الشاملة من إمبراطورتيها الاستعمارية العظمى. عقدت الوفاق الودي 1904 مع بريطانيا شركة، وكان مدعوما من المصالح المتبادلة في الخارج وعلاقات اقتصادية قوية. وكانت روسيا قد فروا من تحالف التاج الثلاثي مع ألمانيا والنمسا-المجر بسبب خلافات مع النمسا-المجر على السياسة في البلقان. تأمل روسيا أيضا أن الاستثمارات الفرنسية الكبيرة في صناعتها والبنى التحتية إلى جانب شراكة عسكرية مهمة من شأنه أن يثبت نفسه مربحة ودائمة. 
وقد شغل وزارة الخارجية مع الدبلوماسيين الخبراء، ولكن كان هناك دوران كبير في الأعلى. في 18 شهرا قبل الحرب كان هناك ستة وزراء الخارجية. وقد أعدت القيادة لمحاربة ألمانيا ومحاولة لكسب دعم إقليمي الألزاس وخسر في 1871. لورين ومن المهم أن نلاحظ مع ذلك، أن فرنسا لا يمكن أبدًا أن يسمح نفسها لبدء الحرب مع ألمانيا، كما كان الاتفاق العسكري مع بريطانيا فقط لأغراض دفاعية بحتة. [بحاجة لمصدر] وكان الافتراض ان ألمانيا لن تنتهك محايدة بلجيكا خطأ خطير في التخطيط الفرنسي. 

### سائقي السياسة النمساوية المجرية
تم نشر الحجة التي كانت المجر النمساوية كيان سياسي المحتضر، الذي لم يكن سوى مسألة وقت اختفاء، قبل المعاصرين معادية تشير إلى أن جهود الإمبراطورية للدفاع عن سلامتها خلال السنوات الأخيرة قبل كانت الحرب بمعنى ما غير شرعي. 
يقول كلارك: «تقييم آفاق للإمبراطورية Austo المجرية عشية الحرب العالمية الأولى يواجهنا بطريقة حادة مع المشكلة من منظور الزماني.... وانهيار الإمبراطورية وسط الحرب والهزيمة في عام 1918 أعجب نفسها بناء على رأي بأثر رجعي من الأراضي هابسبورج، يطغى على المشهد مع النذيرة من انخفاض وشيك ويتعذر اجتنابه». 
صحيح أن في المجر النمساوية، المشهد السياسي في العقود الأخيرة قبل الحرب كانت تهيمن عليه بصورة متزايدة النضال من أجل الحقوق الوطنية بين الجنسيات الرسمية للإمبراطورية عشر - الألماني والمجريين والتشيك والسلوفاك، السلوفينيين والكروات والصرب والرومانيون، الروثينيين والبولنديين والإيطاليين. بعد قبل عام 1914، كانت القوميين الراديكاليين الساعين إلى الانفصال التام عن الإمبراطورية لا تزال في أقلية صغيرة وجذور الاضطراب السياسي النمساوية المجرية ذهب أقل عمقا من المظاهر المقترحة. 
في الواقع، خلال العقد قبل الحرب الأراضي هابسبورغ مرت مرحلة من النمو الاقتصادي القوي مع ارتفاع مماثل في الرخاء العام. معظم سكان الإمبراطورية المرتبطة الدولة هابسبورغ مع فوائد الحكومة منظم، والتعليم العام، والرعاية الاجتماعية، والصحية، وسيادة القانون، والحفاظ على بنية تحتية متطورة. 
يقول كريستوفر كلارك: "مزدهرة نسبيا وتدار بشكل جيد، والإمبراطورية، مثل سيادة لها كبار السن، عرضت على الاستقرار غريبة وسط الاضطرابات جاءت الأزمات وذهب دون أن يبدو أن تهدد وجود النظام على هذا النحو كان الوضع دائمًا، كما فيينا. الصحفي كارل كراوس ساخرا، "يائسة ولكن ليست خطيرة". 

### استعمار
الماركسيين يعزى عادة بداية الحرب الإمبريالية. «الإمبريالية»، قال لينين، «هو مرحلة احتكار الرأسمالية». وأعرب عن اعتقاده الرأسماليين احتكار ذهب إلى الحرب من أجل السيطرة على الأسواق والمواد الخام. 
وكانت بريطانيا وخصوصا مع الإمبراطورية البريطانية العالمية الواسعة مثال الرئيسي، على الرغم من أنها دخلت في وقت لاحق الحرب من اللاعبين الرئيسيين الآخرين في مسألة بلجيكا. وكانت بريطانيا أيضا «إمبراطورية غير رسمية» على أساس التجارة في بلد محايد. وقد نمت غنية جزء من نجاحها في التجارة في الموارد الخارجية والأسواق والأراضي، والناس، وكانت ألمانيا بالغيرة لأن لها إمبراطورية أصغر بكثير وكانت أكثر فقرا. يقول جون داروين كانت الإمبراطورية البريطانية تتميز القدرة على التكيف من بناة لها. يقول داروين، «وكانت السمة المميزة للإمبريالية البريطانية براعة غير عادية في طريقة، والنظرة وجوه». حاول البريطانيون لتجنب العمل العسكري لصالح الاعتماد على شبكات النخب ورجال الأعمال المحليين الذين تعاونوا طوعا وفي السلطة بدورها اكتسبت (والحماية العسكرية) من اعتراف بريطانيا. فرنسا وألمانيا وهولندا، وإيطاليا تأمل في محاكاة النموذج البريطاني، وأصبحت الولايات المتحدة المسبوق في عام 1898. وفي جميع البلدان السعي لهيبة وطنية تعزز دوافع الامبريالية. ومطامعهم بالإحباط، والسياسات البريطانية الإقصاء الإستراتيجي خلقت توترات. ساهمت مصالح تجارية كبيرة في المنافسات خلال التدافع من أجل أفريقيا بعد أن أصبح 1880. أفريقيا مسرحا لأعنف صراع بين بعض المصالح الامبريالية الفرنسية والألمانية والبريطانية. 
المنافسات لعدم المستعمرات فقط، ولكن طرق التجارة والتجارة الاستعمارية وضعت بين القوى الاقتصادية الناشئة والقوى العظمى الحالية. وإن كانت لا تزال جادل بشكل مختلف وفقا لوجهة نظر تاريخية على طريق الحرب، وقد تجلى هذا التنافس في سكة حديد برلين بغداد، والذي من شأنه أن يعطي وصول الصناعة في ألمانيا يشتبه بلاد ما بين النهرين «حقول النفط الغنية، و[المعروف] الودائع الأسفلت واسعة»، كما كذلك التجارة الألمانية الميناء الجنوبي في الخليج العربي. وهناك تاريخ من هذه السكك الحديدية يصف المصالح الألمانية في مواجهة الإمبراطورية البريطانية على المستوى العالمي، ومصلحة تركيا في مواجهة منافسيهم الروسية على المستوى الإقليمي. كما ذكر «رجل على الأرض» المعاصر في ذلك الوقت، كتب جاسترو، «كان هناك شعور في إنكلترا انه إذا، كما قال نابليون قد لاحظ، أنتويرب في يد قوة قارية كبيرة كان يحمل مسدسا وتعادل في الساحل الإنجليزية، ان بغداد والخليج العربي في يد ألمانيا (أو أي قوة أخرى قوية) أن يكون مسدسا 42 سنتيمترا في الهند». على الجانب الآخر «، وكان الرأي العام في ألمانيا الولائم على رؤى القاهرة وبغداد وطهران، وإمكانية التهرب من الحصار البريطاني من خلال منافذ إلى المحيط الهندي.» أظهر استبعاد الإستراتيجي الأولي بريطانيا الآخرين من الوصول الشمالي لميناء الخليج العربي في خلق الكويت بموجب معاهدة كدولة العميل المحمية، مدعومة الاعتراف السياسي بأهمية هذه القضية. في 15 حزيران 1914، وقعت بريطانيا وألمانيا إلى اتفاق بشأن قضية سكة حديد بغداد، التي كانت بريطانيا قد وقعت في وقت سابق مع تركيا، لفتح الوصول إلى استخدامه، إضافة إلى التمثيل البريطاني في مجلس إدارة السكك الحديدية، وتقييد وصول السكك الحديدية إلى الخليج العربي. وقال إن قضية السكك الحديدية لا تلعب دورا في المفاوضات 1914 يوليو فشلت، ولكن لا يزال كمثال ملموس على التهديد الاقتصادي الأساسي للهيمنة بريطانيا في التجارة الاستعمارية، والتنافس من الصناعة الألمانية. 

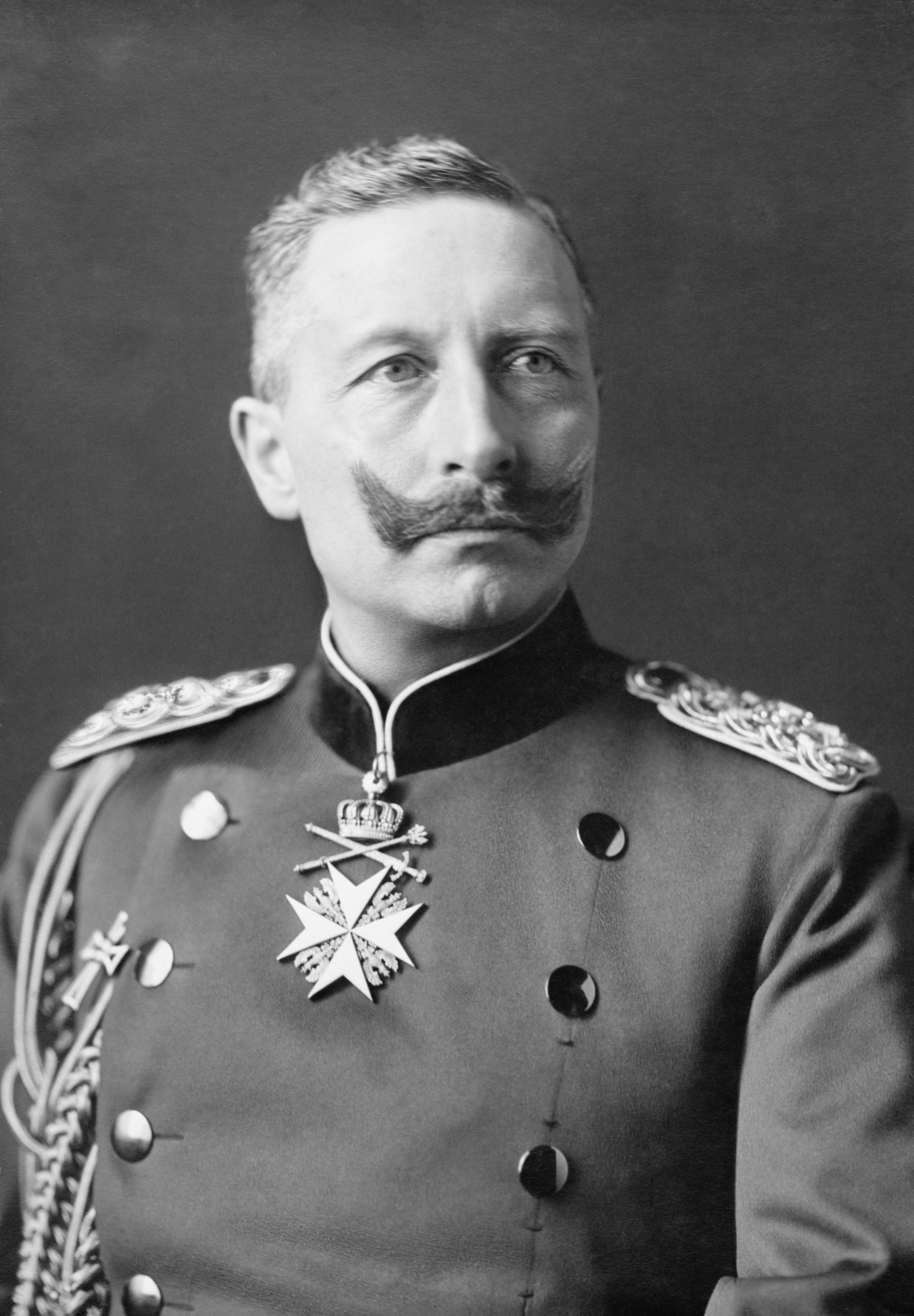
القيصر فيلهلم الثاني في عام 1902

زعيم ألمانيا أوتو فون بسمارك يكره فكرة إمبراطورية في الخارج، ولكن تتبع سياسة الاستعمارية في استجابة لمطالب سياسية داخلية. بسمارك بدعم الاستعمار الفرنسي في أفريقيا لأنها تحول الاهتمام الحكومي والموارد بعيدا عن أوروبا القارية وrevanchism. بعد خليفة 1890 بسمارك، ليو فون كابريفي، كانت المستشارة الألمانية الماضي الذي نجح في تهدئة التوترات الأنجلو-الألمانية. بعد أن غادر كابريفي منصبه في عام 1894، وتمت السيطرة العدائية «ملعب جديد» في ألمانيا في الشؤون الخارجية من قبل القيصر فيلهلم. منمق ومتهور، أدلى كايزر التصريحات لبق حول مواضيع حساسة دون استشارة وزرائه، وبلغت ذروتها في مقابلة كارثية ديلي تلغراف أن يكلفه أكثر من سلطته داخل الحكومة الألمانية في عام 1908. لانجر وآخرون. (1968) التأكيد على العواقب السلبية الدولية للشخصية فيلهلم عدم انتظام: 
إن وضع المغرب تم يكفله اتفاق دولي، وعندما حاولت فرنسا إلى توسيع نفوذها هناك دون موافقة جميع الأطراف الموقعة الأخرى ألمانيا تعارض ذلك دفع الأزمات المغربية، وأزمة طنجة عام 1905 وأزمة أغادير من عام 1911. ووكان القصد من السياسة الألمانية للوقيعة بين البريطانيين والفرنسيين، ولكن إنتاجها في كلتا الحالتين تأثير معاكس وألمانيا معزولة دبلوماسيا، وعلى الأخص تفتقر إلى الدعم من إيطاليا على الرغم من عضوية الإيطالية في التحالف الثلاثي. تأسست الحماية الفرنسية على المغرب رسميا في عام 1912. 
في عام 1914، ومع ذلك، كان على الساحة الأفريقية السلمي. تم تقسيم القارة بالكامل تقريبا من قبل القوى الإمبريالية (مع الوحيد ليبيريا وإثيوبيا لا يزال مستقل). لم تكن هناك خلافات كبيرة هناك تحريض أي قوى أوروبية ضد بعضهما البعض.

### مجموعه داروين الاجتماعية
وبحلول أواخر القرن ال19 مدرسة جديدة من الفكر وعرفت فيما بعد باسم الداروينية الاجتماعية، وأصبحت شعبية بين المثقفين والزعماء السياسيين. وأكد أن المنافسة كانت طبيعية بالمعنى البيولوجي. في الطبيعة كان هناك «البقاء للأصلح كائن» وذلك أيضا في الجغرافيا السياسية أن الأمة أصلح الفوز بها. جعلت القومية أنها منافسة بين الشعوب والأمم أو الأعراق بدلا من الملوك والنخب. قامت الداروينية الاجتماعية شعور بحتمية الصراع وقلل من استخدام الدبلوماسية والاتفاقيات الدولية لإنهاء الحرب. انها تميل إلى تمجيد الحرب، أخذ زمام المبادرة ودور محارب الذكور. لعبت الداروينية الاجتماعية دورا هاما في جميع أنحاء أوروبا، لكنها جادلت J. ليزلي أنها لعبت دورا حاسما ومباشرا في التفكير الإستراتيجي لبعض المهم، وأعضاء من الصقور من الحكومة النمساوية المجرية. 

### شبكة التحالفات

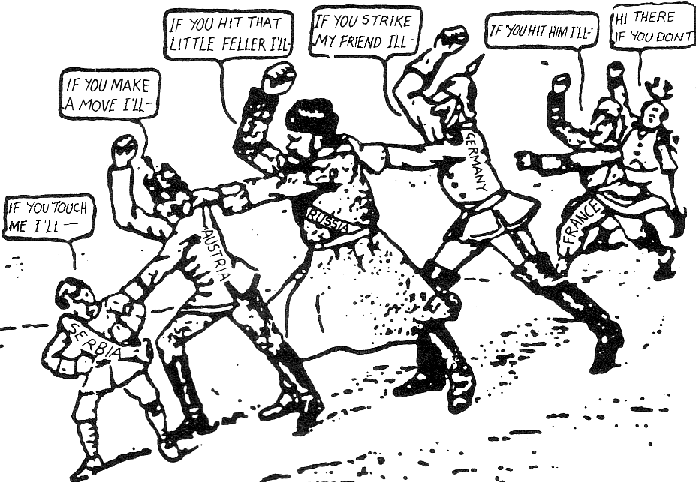
" سلسلة من الصداقة"، والرسوم المتحركة الأمريكي من 1914 تصور خطأ على شبكة الإنترنت من المفترض التحالفات، علق، "اذا هاجمت النمسا صربيا وروسيا ستسقط على النمسا وألمانيا على روسيا، وفرنسا وانجلترا على ألمانيا." هذا البعد وضعت في مفهوم سلسلة التربح.

شبكة من التحالفات في جميع أنحاء الدول الأوروبية موجودة، وكثير منهم يجب على المشاركين توافق على الدفاع الجماعي إذا تعرضت لهجوم. بعض هذه التحالفات الرسمية ممثلة في حين أن الحلف الثلاثي تمثل سوى حالة ذهنية. وشملت هذه: 
- معاهدة لندن (1839)، وضمان حياد بلجيكا
- المعاهدة الألمانية النمساوية (1879) أو التحالف المزدوج
- إضافة لإيطاليا لدى ألمانيا والتحالف النمساوي في عام 1882، وتشكيل «التحالف الثلاثي».
- التحالف الفرنسي الروسي (1894)
- «الوفاق الودي» بين بريطانيا وفرنسا (1904)، والتي شملت في عام 1905 اتفاقا سريا الذي غادر الساحل الشمالي لفرنسا وقناة أن دافع من قبل البحرية البريطانية فقط، ومستقل «الوفاق» بين بريطانيا وروسيا (1907) التي شكلت الحلف الثلاثي

ويعتقد أن هذه المجموعة المعقدة من المعاهدات الملزمة مختلف الأطراف الفاعلة في أوروبا معا قبل الحرب أحيانا قد أسيء فهمها من قبل القادة السياسيين المعاصرين. وقد تبين أن نظرية التقليديين من «التحالفات المشركة» ليكون مخطئا. إلى الحلف الثلاثي بين روسيا وفرنسا والمملكة المتحدة لم تكن في الواقع قوة أي من تلك الدول إلى تعبئة لأنه لم يكن معاهدة عسكرية. 
وعلاوة على ذلك، الروايات العامة للحرب misstate بانتظام ان روسيا المتحالفة مع صربيا وأن بريطانيا المتحالفة مع فرنسا وروسيا. لا معناه الحقيقي. في حالة صربيا وروسيا كلايف بونتينغ لاحظ: «ان روسيا لا معاهدة تحالف مع صربيا، وكان تحت أي التزام لدعمه دبلوماسيا، ناهيك عن الذهاب للدفاع عنها».
أن تعبئة من قبل لاعب صغير نسبيا لم يكن لديها تأثير المتتالية التي يمكن تشغيلها بسرعة تخرج عن نطاق السيطرة، التي تشمل كل البلاد. وكان من الممكن المترجمة أزمة بين النمسا والمجر وصربيا. 

### سباق التسلح
من قبل 1870s في 1880s أو كانت كل القوى الكبرى تستعد لحرب واسعة النطاق، على الرغم من أن أيا من المتوقع واحدة. ركزت بريطانيا على بناء البحرية الملكية لها، وأقوى فعلا من البحريتين القادمة جنبا إلى جنب. ألمانيا وفرنسا والنمسا وإيطاليا وروسيا، وبعض البلدان الصغيرة، وإنشاء أنظمة التجنيد حيث شبان من شأنه أن يخدم من 1 إلى ثلاث سنوات في الجيش، ثم يقضون السنوات ال 20 المقبلة أو نحو ذلك في الاحتياط مع التدريب الصيفي السنوي. أصبح الرجال من الأوضاع الاجتماعية أعلى الضباط. ابتكر كل بلد نظام تعبئة حيث يمكن أن يسمى احتياطي بسرعة وإرسالها إلى نقاط رئيسية عن طريق السكك الحديدية. كل عام وتحديث الخطط وتوسعت من حيث التعقيد. خزنت كل بلد الأسلحة والإمدادات للجيش أن ركض إلى الملايين. كانت ألمانيا في عام 1874 جيش محترف منتظم من 420,000 مع 1.3 مليون احتياطيات إضافية. قبل 1897 كان الجيش النظامي 545000 القوي والاحتياطيات 3.4 مليون. كان الفرنسيون في عام 1897 3.4 مليون من جنود الاحتياط، النمسا 2.6 مليون، وروسيا 4.0 مليون. قد أتقنت مختلف خطط الحرب الوطنية عام 1914، وإن كان ذلك مع روسيا والنمسا وراء فعالية. الحروب الأخيرة (منذ 1865) قد كانت عادة قصيرة غضون أشهر. ودعا كل خطط الحرب لافتتاح حاسم وتولت النصر سيأتي بعد حرب قصيرة. لا أحد يخطط لأو كان على استعداد لتلبية الاحتياجات الغذائية والذخائر من فترة طويلة من الجمود كما حدث فعلا في 1914-1918. 
كما وضع ديفيد ستيفنسون أنه «دورة التعزيز الذاتي من الاستعداد العسكري المتصاعد... وكان عنصرا أساسيا في الظرف الذي أدى إلى الكارثة... وسباق التسلح... وكان شرط مسبق ضروري لنشوب الأعمال العدائية.» ديفيد هيرمان يذهب أبعد من ذلك، بحجة أن الخوف من أن «نوافذ الفرصة للحروب المنتصرة» تم إغلاق «لم سباق التسلح يعجل الحرب العالمية الأولى.» إذا كان قد تم اغتيال الأرشيدوق فرانز فرديناند في عام 1904 أو حتى عام 1911، هيرمان يخمن، قد يكون هناك حرب. كان عليه «... التسلح سباق... وتكهنات حول حروب وشيكة أو الوقائية» التي جعلت من وفاته في عام 1914 على الزناد للحرب. 
واحد من أهداف مؤتمر لاهاي الأول للعام 1899، الذي عقد بناء على اقتراح من الإمبراطور نيقولا الثاني، كان لمناقشة نزع السلاح. عقد مؤتمر لاهاي الثاني في عام 1907. جميع الموقعين باستثناء ألمانيا تدعم نزع السلاح. ألمانيا أيضا لا يريد أن الاتفاق على التحكيم ملزم والوساطة. كان القيصر بالقلق من أن الولايات المتحدة سوف تقترح تدابير نزع السلاح، الذي عارضه. حاولت جميع الأطراف إلى إعادة النظر في القانون الدولي لمصلحتها. 

#### سباق البحري الألمانية

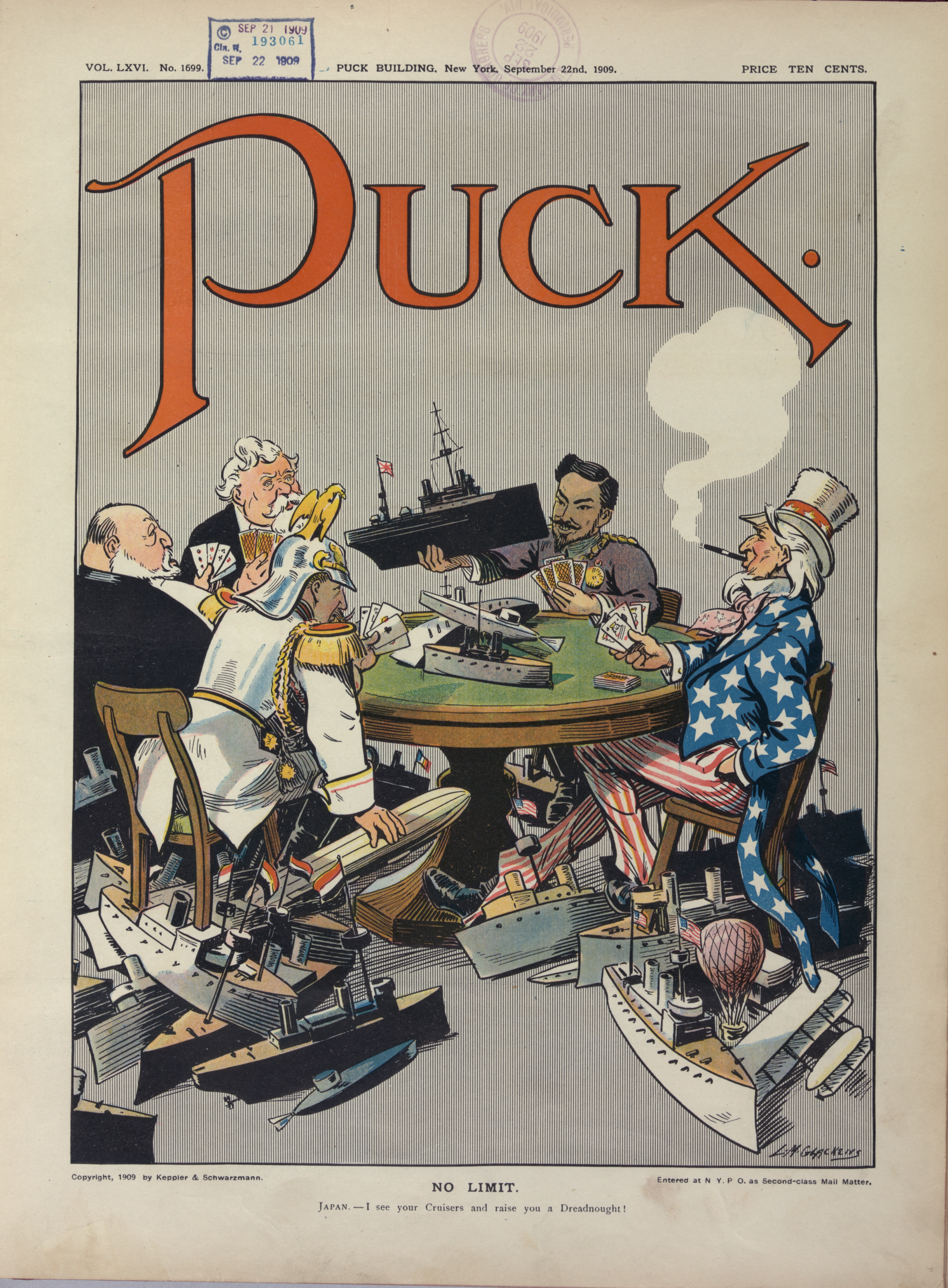
1909 الكرتون في الصولجان الترفيهية (عقارب الساعة) الولايات المتحدة وألمانيا وبريطانيا وفرنسا واليابان تشارك في سباق بحري في لعبة "لا حدود".

وقد ناقش المؤرخين دور الألماني البحرية تراكم باعتبارها السبب الرئيسي لتدهور العلاقات الأنجلو الألمانية. في أي حال ألمانيا أبدًا اقترب إلى اللحاق بركب بريطانيا. 
 بدعم من الحماس ويلهلم الثاني لسلاح البحرية الألمانية الموسعة، جراند الاميرال ألفريد فون Tirpitz دافع أربعة أعمال الأسطول 1898-1912، و1902-1910، شرعت البحرية الملكية على التوسع الهائل الخاصة بها للحفاظ قبل الألمان. وجاءت هذه المسابقة إلى التركيز على سفن ثورية جديدة تستند إلى المدرعة البحرية، التي تم إطلاقها في عام 1906، والتي أعطت بريطانيا سفينة حربية أن تتفوق أي دولة أخرى في أوروبا.
| القوة البحرية التابعة للسلطات في عام 1914 | القوة البحرية التابعة للسلطات في عام 1914 | القوة البحرية التابعة للسلطات في عام 1914 | القوة البحرية التابعة للسلطات في عام 1914 |
| الدولة                                    | الاشخاص                                   | السفن البحرية الكبيرة (مدرعة بحرية)       | حمولة السفينة                             |
| ----------------------------------------- | ----------------------------------------- | ----------------------------------------- | ----------------------------------------- |
| روسيا                                     | 54,000                                    | 4                                         | 328,000                                   |
| فرنسا                                     | 68,000                                    | 10                                        | 731,000                                   |
| بريطانيا                                  | 209,000                                   | 29                                        | 2,205,000                                 |
| الاجمالى                                  | 331,000                                   | 43                                        | 3,264,000                                 |
| ألمانيا                                   | 79,000                                    | 17                                        | 1,019,000                                 |
| النمسا-المجر                              | 16,000                                    | 4                                         | 249,000                                   |
| الاجمالى                                  | 95,000                                    | 21                                        | 1,268,000                                 |
|                                           |                                           |                                           |                                           |

أثبتت استجابة البريطانية العظمى لألمانيا أن الجهود التي بذلتها من غير المرجح أن يساوي البحرية الملكية. في عام 1900، كان البريطانيون 3.7: ميزة حمولة 1 على ألمانيا. في عام 1910 كانت النسبة 2.3: 1 وفي عام 1914، 2.1: 1. يقول فيرغسون أن «حاسمة لذا كان انتصار بريطانيا في سباق التسلح البحري أنه من الصعب اعتبار كما هو الحال في أي معنى هادف سببا في الحرب العالمية الأولى.» هذا يتجاهل حقيقة أن البحرية قد ضاقت الفجوة بمقدار النصف تقريبا، وأن البحرية الملكية كان ينوي منذ فترة طويلة أن تكون أقوى من أي اثنين من المعارضين المحتملين؛ كانت بحرية الولايات المتحدة في فترة من النمو، مما يجعل مكاسب الألمانية لا تحمد عقباها جدا. 
في بريطانيا في عام 1913، كان هناك نقاش داخلي مكثف حول السفن الجديدة نظرا إلى تزايد نفوذ الأفكار جون فيشر وزيادة القيود المالية. في وقت مبكر، في منتصف 1914 واعتمدت ألمانيا سياسة بناء غواصات بدلا من المدرعات ومدمرات جديدة، والتخلي فعليا السباق، لكنها أبقت هذا السر سياسة جديدة لتأخير القوى الأخرى تحذو حذوها.
تخلى الألمان السباق البحري قبل اندلاع الحرب. إلى أي مدى كان السباق البحرية واحدة من العوامل الرئيسية في قرار بريطانيا للانضمام إلى الحلف الثلاثي ظل هناك خلاف أساسي. المؤرخون مثل كريستوفر كلارك يعتقد أنه لم يكن كبيرا، مع مارغريت موران أخذ الرأي المعاكس. 

#### المصالح الروسية في البلقان والدولة العثمانية
وشملت الأهداف الروسية الرئيسية تعزيز دورها بوصفها حامية المسيحيين الشرقيين في البلقان (مثل الصرب). على الرغم من أن روسيا تتمتع الاقتصاد المزدهر، وتزايد عدد السكان، وقوات مسلحة كبيرة، وهدد موقعها الاستراتيجي من قبل الجيش التركي توسيع تدريبهم من قبل الخبراء الألمان باستخدام أحدث التقنيات. في بداية الحرب تجدد الاهتمام من الأهداف القديمة: طرد الأتراك من القسطنطينية، وتمتد سيادة الروسية في شرق الأناضول والفارسية أذربيجان، وضم غاليسيا. ومن شأن هذه الفتوحات ضمان هيمنة الروسية في البحر الأسود وصولا إلى البحر الأبيض المتوسط.

## العوامل الفنية والعسكرية

### سحر الحرب القصيرة
وتشير الروايات التقليدية للحرب عندما بدأت الحرب من الجانبين يعتقدون أن الحرب ستنتهي بسرعة. يتحدث ببلاغة كان هناك توقع بأن الحرب ستكون «أكثر بحلول عيد الميلاد» عام 1914. وهذا أمر مهم للأصول الصراع منذ ذلك يشير إلى أنه نظرا لتوقع هو أن الحرب ستكون قصيرة، فإن الدولة لا تميل إلى اتخاذ الجاذبية العمل العسكري على محمل الجد لأنها قد فعلت.
ومع ذلك، يشير التاريخ الحديث نهجا أكثر دقة. وهناك أدلة وافرة تشير إلى أن رجال الدولة والقادة العسكريين يعتقدون أن الحرب ستكون طويلة، رهيبة ولها عواقب سياسية عميقة. 
ولئن كان صحيحا جميع القادة العسكريين التخطيط لتحقيق نصر سريع، اعترف العديد من القادة العسكريين والمدنيين أن الحرب قد تكون طويلة ومدمرة للغاية. قادة الجيش الألماني والفرنسي الرئيسي، بما في ذلك مولتك وودندورف ونظيره الفرنسي جوزيف جوفري، يتوقع حربا طويلة. وقال زميل دهشتها «ثلاث سنوات» أو لفترة أطول: توقع وزير الدولة البريطاني للحرب اللورد كتشنر حرب طويلة. 
مولتك عن أمله في أن حرب أوروبية، إذا ما اندلعت، سوف تحل بسرعة، لكنه اعترف أيضا أنه قد تطول لسنوات، تعيث الخراب لا تقدر ولا تحصى. كتب اسكويث من اقتراب «هرمجدون» والفرنسية وتحدث الجنرالات الروس من «حرب إبادة» و«نهاية الحضارة». صرح وزير الخارجية رمادي الشهيرة قبل ساعات أعلنت بريطانيا الحرب: «المصابيح والخروج في جميع أنحاء أوروبا، ونحن لا نراهم مضاءة مرة أخرى في منطقتنا الحياة مرة». 
ومع ذلك، يخلص كلارك أنه «في أذهان كثير من رجال الدولة، على أمل لحرب قصيرة والخوف من واحد طويل يبدو أنه قد تم إلغاء بعضها البعض، وعقد في خليج تقدير أكمل من المخاطر». 

### خطة شليفن-مولتك

ألمانيا، على النقيض من النمسا-المجر، وكان قبل 1905 أي أهداف إقليمية حقيقية في الوضع العسكري الاستراتيجي أوروبا، ولكن ألمانيا كانت سيئة. كانت النمسا-المجر حليفا ضعيفا ونمت فرنسا وروسيا أوثق. كانت قادرة على زيادة الإنفاق على القوات المسلحة، وذلك بسبب الجمود في المجالس التشريعية بلدانهم ولا ألمانيا ولا النمسا-المجر. وهذا يعني أن الوضع الإستراتيجي في ألمانيا ساءت كما كل من فرنسا وروسيا زيادة باستمرار الإنفاق العسكري طوال هذه الفترة. وفقا لذلك، لا يعتبر تحسين القوات الفرنسية الروسية لتكون جزءا من «سباق التسلح». 
وضعت هيئة الأركان الألمانية العامة، في إطار عدد والجنرال ألفريد فون شليفن ثلاث خطط نشر والأدلة التشغيلية للحرب. تناول اثنين حالة حرب مع التحالف الفرنسي الروسي والتوفيق إستراتيجية دفاعية مع عمليات الهجوم المضاد.اوف مارش الثاني الغرب يفضل هجوما مضادا ضد الهجوم الفرنسي قبل أن ينتقل للتعامل مع الروس واوف مارش أنا أوست يفضل هزيمة الهجوم الروسي قبل أن ينتقل للتعامل مع الفرنسيين. كثافة أكبر من السكك الحديدية البنية التحتية في الغرب تعني أن شليفن يفضل اوف مارش الثاني الغربية كما أنها ستسمح لقوة أكبر لنشرها هناك، وبالتالي انتصار أكبر لتحقيق النصر على المهاجمين الفرنسي. 
الخطة الثالثة، أنا الغرب أو "خطة شليفن، مفصلة عملية هجومية. هذه الخطة تلبي حرب فرنسية ألمانية معزولة الذي من شأنه أن إيطاليا والنمسا-المجر جنب مع ألمانيا ولكن روسيا ستبقى على الحياد. وقدم هذه الخطة نشر مع عملية هجومية من خلال جنوب هولندا وبلجيكا الشمالية في الاعتبار، مع القوات الإيطالية والنمساوية المجرية التي من المتوقع أن الدفاع عن ألمانيا أثناء هذه العملية. من الناحية المثالية الجيش الفرنسي أن الصمود ضد الجيش الألماني ولها جزء كبير من قوته يلفها وأجبروا على الاستسلام. إذا انسحب الفرنسيون ثم الجيش الألماني قد متابعة واختراق "المنطقة الدفاعية الثانية" الفرنسية، وخفض قيمة الدفاعية. 
أصبح اوف مارش أنا الغرب غير عملي بشكل متزايد كما أصبح واضحا أن الحرب الفرنسية الألمانية معزولة مستحيلة. مع توقع روسيا وبريطانيا للمشاركة، لا يمكن أن تستخدم القوات الإيطالية والنمساوية المجرية للدفاع عن ألمانيا وفقا للخطة. سيتم عزلاء بروسيا الشرقية والساحل الشمالي الألماني كما سيتم نشر الجيش الألماني إلى الغرب من نهر الراين. وقد تقاعد اوف مارش أنا الغرب بعد فترة وجيزة لم شليفن في عام 1905. خليفة شليفن، وهيلموت فون مولتك الأصغر، لا أعتقد أن أي استراتيجية دفاعية تناسب الاحتياجات الاستراتيجية الألمانية. وقال انه قرر ان العملية الهجومية من اوف مارش أنا الغرب لا يمكن أن يطبق على خطة اوف مارش الثاني الغربية، على الرغم من عدم مساعدة الإيطالية أو النمساوية المجرية سيكون القادم وما لا يقل عن خمس الجيش الألماني سيتعين نشر في أي مكان آخر للدفاع ضد الغارات البريطانية والهجوم الروسي ضد بروسيا الشرقية. هولمز ترى أن هذه القوة كانت ضعيفة جدا لاختراق الفرنسية «منطقة محصنة الثانية»، وهذا يعني أنه إذا اختار الجيش الفرنسي على التراجع بدلا من الوقوف على أرضه ثم العملية برمتها ستفشل لتحسين ملحوظ الوضع الاستراتيجي ألمانيا (كما في أهداف شليفن لمثل هذه العملية، وإن كان ذلك بعد يوم من نشر اوف مارش انا غرب). 
أهمية التخطيط للحرب الألماني هو أنه على الرغم من وجود بدائل، اختار مولتك لشن هجوم بأنه يجب أن يكون على علم لا يمكن أن تحقق أهدافها الاسمية. وقد لاحظت أن توكمان مولتك كان واحدا من عدد قليل من كبار الشخصيات العسكرية للنظر في حرب طويلة وعلى الرغم من فشل الهجوم، لم القوات الألمانية يتمكن من احتلال الأراضي الفرنسية البلجيكية الهامة اقتصاديا. معظم عمليات الانتشار والعمليات المتوفرة لديه، بما في ذلك اوف مارش الثاني أوست الذي كان له استنباط الخاصة، كانت دفاعية ويمكن إحداث تغيير حاسم في التوازن الاستراتيجي في القوة الألمانية من خلال تدمير القوات الفرنسية الروسية. في الواقع، كانت التعديلات مولتك لخطة كبيرة بما فيه الكفاية على أنها تعني أن مؤرخ القول الآن أنه ينبغي أن يكون معروفا أكثر بشكل صحيح كما هو خطة شليفن-مولتك. كان الاختيار مولتك الخطير لا سيما بالنظر إلى أن خطة نشر فرنسية رئيسية، خطة السابع عشر، وقد صمم لمواجهة خطة شليفن-مولتك. نشر خطة السابع عشر الجزء الأكبر من الجيش الفرنسي على الحدود الفرنسية البلجيكية، لعملية هجومية عبر جنوب بلجيكا إلى ألمانيا. في حال نجاحها، وهذا من شأنه أن المحاصرين الجيش الألماني في شمال بلجيكا. وكان الجمع بين اعتماد السابع عشر الخطة في عام 1913 مع مبادرة دبلوماسية لضمان أن الروس ستبدأ غزو بروسيا الشرقية ليتزامن معها. وخاض المعارك الأولى من الحرب في ألمانيا، جنوب بلجيكا وبروسيا الشرقية. 

## علم التاريخ

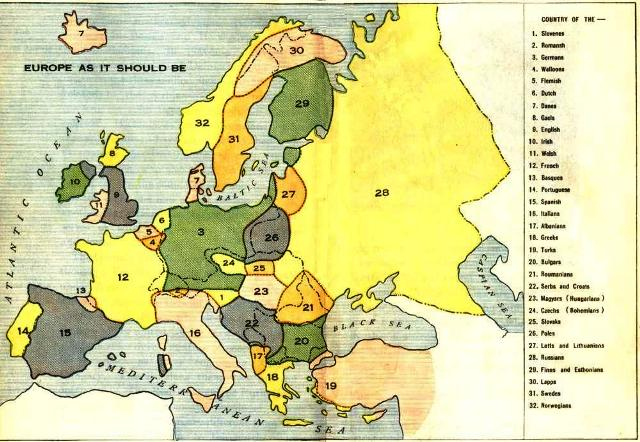

وخلال الفترة التي أعقبت انتهاء الأعمال العدائية فوراً، جادل المؤرخون الأنجلو الأمريكيون أن ألمانيا كانت وحدها المسؤولة عن بدء الحرب. ومع ذلك، والعمل الأكاديمي في العالم الناطق باللغة الإنجليزية في 1920-1930 في وقت لاحق باللوم المشاركين أكثر على حد سواء. 
منذ 1960، فقد كان الاتجاه لتأكيد ذنب ألمانيا، على الرغم من أن بعض المؤرخين يواصل القول للمسؤولية الجماعية.
النقاش حول أي بلد «بدأت» الحرب، والذي يتحمل المسؤولية، لا يزال حتى يومنا هذا.